# السوق المركزي القديم (ذي السفال)

تعديل مصدري - تعديل

السوق المركزي القديم محلة تابعة لقرية القاعدة، التابعة لعزلة خنوه بمديرية ذي السفال إحدى مديريات محافظة إب في الجمهورية اليمنية، بلغ تعداد سكانها 1837 حسب تعداد اليمن لعام 2004.